# Arreskow (släkt)
Arreskow är ett svenskt släktnamn av danskt ursprung som bars av Holger Magni Arreskow (1634–1687), egenhändigt Holger Mogenzøn Arreskow (latiniserad namnform Oligerus Magni Arreschovius), kyrkoherde i Sankt Nicolai kyrka, Simrishamn.
Han var anfader till en av de äldsta numera vitt utbredda, ännu verksamma svenska släkter, Arreskowsläkten. Av släktens ursprungligen två huvudstammar bär den äldre stammens fem huvudgrenar olika stavningsvarianter av släktnamnet, främst Areschoug (även Areschough, Areschog och Arreskog), Areskog, Areskogh, Areskoug och Areskough, vilka alla härleds ur danskans Arreskow. Det ursprungliga ortnamnet, som i äldre tid även stavats Areschow, förenar det nordiska mansnamnet Are (Arre) med danskans ord för skog (skov, skow och skoug). Stavningen med -sch- anses även härstamma från en latinisering av namnet (vanlig i äldre tiders lärda släkter) vilken här sammanfaller med äldre dansk stavning av ortnamn och personnamn. Den säregna ändelsen (-ow) torde minna om en vendisk eller sorbisk rot, i likhet med släktnamn som Beskow och Treschow. Släkten har framträtt med personer inom akademi, kyrka, kultur, näringsliv, militär och statsledning.

## Historik

### Släktens ursprung
Namnet Arreskow har medeltida rötter både som egennamn och ortnamn. Flera ålderdomliga urformer anses ha samband med släktnamnet. Den etymologiska forskningen är omfattande och rötterna till släktens identitet mångfacetterad. Bland föreslagna härledningar från ortnamn i främst Skåne och Danmark är en stormannagård (Arescogh, senare Arwescogh) på Fyn från 1000-talet bland de äldsta. Adelsmannen Claus Urne til Arreskow var under Kalmarunionen drottning Margaretas "hofmästare" och befallningsman. Gunnar Carlquist framför två hypoteser: stamfaderns namn skulle komma från ortnamnet Araskoga by i Brandstads socken, Färs härad, där dennes far ("Måns") enligt en försvagad släktlegend skulle ha varit någon form av ladufogde. Emellertid saknas vid aktuell tid (slutet av 1500-talet och början av 1600-talet) belägg för en gård av erforderlig storlek i denna by och inga namngivna personer är där kända som skulle kunna vara Holger Arreskows föräldrar. Den särskiljande stavelsen i namnet (Are- med -e-) har bestått genom tiderna. Inget närmare samband finns heller med den yngre släkten Araskog som har rötter i byn. Sannolikt föreligger här en förväxling när det gäller bestämningen av släktens proveniens till Araskoga by. Den andra av Carlquists hypoteser är att den danskfödde stamfaderns namn (och ursprung) skulle ha samband med godset Arreskov ("Areschow" på karta från 1600-talet), granne med Brahetrolleborg på Fyn, eller dess ägare (på 1200-talet var Arreskov Valdemarernas släktgods, en kungsgård i Valdemarättens patrimonium). Den senare hypotesen har ansetts vinna stöd i nyare forskning som visat på ett flertal sammanfallande indicier (och tidigare obeaktade omständigheter) som oberoende av varandra styrker ett samband med släkten Rosenkrantz (ägare av Arreskov). Carlquists andra hypotes kan därför ingalunda avfärdas som osannolik. Carlquists kyrkohistoriska forskning ansågs länge uttömmande av svenska källor men lämnade många andra indicier ohörda vilket ledde till en tolkning i "försvenskande" riktning. Enligt dåtida namngivningskonvention har stamfaderns förnamn hämtats från en äldre avliden men vördad släkting som kunde tjäna som förebild (Holger, ett dåförtiden sällsynt egennamn som vid denna tid, enligt Elisabeth Reuterswärd, var exklusivt för ett fåtal släkter inom högre stånd), mellannamnet ett "son"-namn efter fadern (patronymikon) som har hetat Mogens (Måns är en försvenskning) och i detta fall ett orts- eller gårdsnamn från mödernet (matronymikon). Alf Henrikson tolkade dessa och en rad andra omständigheter i källorna som en indikation på ett närmare samband mellan släkten Arreskow och danska ätten Rosenkrantz och betecknade dessa fynd som "historiskt intressanta"; Erik Rosenkrantz, dansk länsherre i norska Bergenhus, påbörjade 1558 uppförandet av ett nytt Arreskov i renässansstil. Dess svenska släktgren, inte minst "Holger den Rige", Holger Rosenkrantz (1586-1647) på Glimmingehus, hade inflytande genom "patronat" över Österlens häraden och över de pastorat i Simrishamn (S:t Nicolai) och Järrestad där Holger Arreskow den 6 maj 1657, omgående efter examen vid Köpenhamns universitet, vigdes till kyrkoherde i Lund inför fredsåret 1658. Släkten har sedan varit väl representerad bland bröder och systrar i Sankt Knuts gille särskilt i Lund och Ystad, där Areskouggrenen medverkat sedan 1700-talet.

### Anfaderns kulturkrets
Efter Katedralskolan i Lund har Holger Arreskow fått stöd för studier i teologi och naturvetenskap vid Köpenhamns universitet där han 1652 skrev in sig som "Oligerus Magni Arreschovius". Studierna skedde under handledning av Rasmus (Erasmus) Bartholin (1625-1698), den professor som ansvarade för utgivningen av manuskripten efter astronomen Tycho Brahe. Brahe hade fått stöd av den renässanslärde teologen och diplomaten Holger Rosenkrantz ("Holger den Laerde", och dennes hustru Sophie, född Brahe) som bedrev alkemiska experiment men också en teologisk diplomatakademi på sitt gods Rosenholm vid Århus, i ett lusthus (Pirkentavl) betecknat som "Jyllands första universitet". Holger Arreskow avbildas på sitt första porträtt från 1660-talet (i åldermannens ägo) i myndig pose med ett gyllene ägg (en symbol för alkemi) i höger hand och med bibeln i vänster. Det anses ställt utom varje tvivel att stamfadern stått under beskydd av den danska adelsätten Rosenkrantz som varit stamfaderns välgörare. Det har senare belagts att den svenska grenen av denna ätt, Rosencrantz i Skåne, inskred till den dansktalande stamfaderns, Holger Arreskows, försvar vid åtminstone en av flera domstolsprocesser under snapphanetidens hårdhänta försvenskning. Holger Arreskow hade vid ett tillfälle misstänkts för danskvänlighet då han använt dansk liturgi i en dopceremoni. Handlingar i Riksarkivet visar att Holger Arreskow fick del av ett gatuhus i Tommarp som överlåtits från Glimmingehus gods (i Rosencrantz' ägo) som kompensation på okänd grund. Danska slottet Arreskov på Fyn ärvdes i början av 1600-talet av Christense Rosenkrantz til Arreskov som gifte sig med sin godsförvaltare Mogens Høeg, som därmed blev ägare till slottet Arreskov 1636. Denne ledde i egenskap av diplomat på danska sidan fredsförhandlingar mellan Sverige och Danmark efter krigsslutet 1658. För den som hade hamnat på svenska sidan gällde det att dölja varje samröre med sitt danska ursprung. Givet släktskap med Mogens Høeg kan anses styrkt men också på andra oberoende vägar förgrenar sig Arreskowsläktens rötter ner i den tidigast kristnade kungaätten i Norden, den danska Valdemarätten, och vidare till Estrid Svendsdatter, yngre halvsyster till Knut den store som tros ha regerat Sigtuna omkring år 1030. Via andra vägar (Krumlinde och Jülich) har en Arreskowgren härletts genom medeltidens genealogi till andra historiska personer, ytterst till frankerkungen Karl den store, krönt till Romersk kejsare år 800.

### Släktens sociala identitet
Arreskowsläktens sociala historia, hushållning, släktskapsförhållanden och ingiftesmönster under 1600- och 1700-talen i Simrishamn och Ystad har undersökts etnografiskt i en doktorsavhandling av Börje Hanssen. Den Areschougska släkten betecknas i flera av hans arbeten som en av de ledande högborgerliga släkterna med flera representanter bland framgångsrika köpmän på Österlen. Mogens (Måns) Holgersson Areschoug (1733-1798) grundade 1793 Areskougska fideikommisset som bestod av fyra gårdar i Järrestad härad - Karlaby gård i Wemmerlöf, Stiby gård i Stiby, Tommarps Nygård i Tommarp och Viarp i Simris socken - vilka förvärvades mellan 1768 och 1784. Fideikommisset upplöstes 1975. Som Simrishamns på sin tid rikaste bodde köpmansfamiljen i hörnet av nuvarande Storgatan och Stortorget på "Samuelsonska gården", mitt emot anfaderns kyrka, St Nicolai i Simrishamn. Andra exempel på släktens minnesmärken i form av stadsgårdar, gods eller köpmanshus som ursprungligen eller genom ingifte burit släktens namn - vilket ibland ändrats vid dotters giftermål eller senare ägarbyte - är i centrala Simrishamn korsvirkeshuset, numera Hotel Kockska gården, Sjögrenska, Malmgrenska, Thulinska och Bergengrenska gårdarna. I Ystad fanns stora handelsgårdar i släktens ägo och kvarteren "Areskoug Norra" och "Areskoug Södra" minner om släktens roll i stadens historia. Den musikälskande fabrikören och åldermannen i Sankt Knuts Gille i Ystad, Magnus Holger Areskoug (1825-1904) främjade hemmusicerande och soiréer med ledande musiker som Salomon Smith och August Körling i sitt gårdskomplex Klintehus, numera markerat som kulturreservat. Det äldsta stadshuset i Kristianstad, "Areskougska gården" (daterad 1617), kom däremot in i släkten långt senare och revs 1964. Professor Nils-Arvid Bringéus breda skildring av herrgårdslivet på Kiviks Äsperöd på Österlen ger inblick i släktens kulturhistoria. Vittra samtal, borgerligt hemmusicerande och sociala förbindelser med lärda och konstnärliga Österlensläkter (Bergh, Aspelin, Scherstén, m. fl.) skildras av Erland Aspelin i boken om målaren Karl Aspelin (med porträtt av dåtida släktingar). Natur och växtlighet i omgivningarna kring barndomshemmet Kiviks Äsperöd var en viktig inspirationskälla till Fredrik ("Fritz") Wilhelm Christian (FWC) Areschougs botaniska upptäckter. Även visningsträdgården Ulriksdal på Österlen, en "sekelskiftesdröm på Kivik" anlagd av Oscar Areschough och Ulrik Areskoug, vittnar om hur natur och kultur samspelat i släktens kulturarv. Detta samspel - med en passion för natur- och kulturvetenskap i förening - har tolkats som en återspegling av en släktidentitet som för tankarna till Carl von Linné: 
"På eftermiddagen gingo vi ut i trädgården och betraktade bersåer, kiosker, utländska träd och blommor, dammen med de stora guldfiskarne och bäcken med forellerna. Och sedan ned öfver ängarne till stensättningar och gamla flodbäddar, märkvärdigheter af många slag inom djur-, växt- och stenriket, hvarom min värd visste fullständigt besked! En högst intressant trakt hade jag kommit till, en nejd, dit arkeologer, geologer, entomologer och botanister åter och åter vallfärda." 

### Släktens utveckling under 1800-talet
Under 1800-talet och kring sekelskiftet hade Arreskowsläkten genom ökad spridning nått ledande positioner och ökat inflytande på flera områden i samhället. Inom akademia besatte släkten en tid professurerna i botanik vid landets bägge universitet. Många växter bär namn efter dem (auktorsnamn "Aresch" och "F.Aresch"). Algologen "J.E." eller Johan Erhard Areschoug, en av stiftarna av Trädgårdsföreningen, Göteborg 1842 och omvittnad av Gustaf Retzius som sträng men godlynt och välvillig tentator i Uppsala, sedermera preses i Kungliga Vetenskapsakademien, introducerade mikroskopet i botanikstudierna genom sin privata gåva av instrument till Uppsala universitet och främjade Jöns Jacob Berzelius' forskningsresor. Han skall enligt släktsägen ha avböjt ett erbjudande från en tysk kunglig vetenskapsakademi om tyskt adelskap ("von Areschoug") med de i släkten bevingade orden: "Areschoug är fint nog". Fredrik Wilhelm Christian Areschoug växte upp på herrgården Kiviks Äsperöd där han genom observationer av björnbärsbusken upptäckte utvecklingssprång hos arten. Som professor i botanik i Lund introducerade han Darwin och evolutionsläran i svensk akademi och kom därmed att spela en viktig roll i det naturvetenskapliga paradigmskiftet vid svenska universitet. Han instiftade fonder vid Lunds universitet tillsammans med sin efterlevande hustru Elfrida Areschoug. Han var en orädd pionjär och högt uppskattad som handledare och mentor åt kulturpersoner som politiske litteraten Bengt Lidforss och tonsättaren Alfred Berg ("Fader Berg"). Bland Stockholmsveterinärerna var Hjalmar Areschoug, politiskt inflytelserik lärare vid Karlbergs krigsakademi, den som uppnådde högst symboliskt och socialt kapital (och efterlämnade en efter tidens mått ansenlig förmögenhet vars nuvärde motsvarar ca 15 miljoner kronor).

### Kulturella och vetenskapliga insatser
Alma Areschoug blev under sent 1800-tal känd för sin kulturella och sociala välgörenhet med hjälp av sin make Georg Gauffin, grundare till Apotekarnes, som efterlämnade spår i form av en säregen nordisk arkitektur i Forneboda kulturminne i Kyrkhult (ritad av Artur Hazelius). Bland hennes gåvor har Blekingestugan på Skansen och husgeråd bevarats på Nordiska Museet i vars samlingar föremål ingår även från Tureholms slott, donerade av grevinnan Estrid Bielke Areschoug (gift med greve Sten Bielke på Yxtaholms slott). Gymnasiematrikeln i Växjö berättar att Jönköpingssonen Viktor Rydberg höstterminen 1845 bodde hos "änkefru Areschoug". Systern till botanikprofessorn i Uppsala J.E. Areschoug, Sophia Åkermark (född Areschoug, 1817-1880), var förutom grosshandlarfru i Göteborg ansedd som Sveriges första kvinnliga botanist. Prästvigde kyrkoherdesonen Magnus Edvard Areskoug, fil mag i Lund 1838 och adjunkt vid Malmö Latinskola (där han inrättade en fond till minne av en avliden son), beskrivs som en mästare i att lära ut latin. Han översatte till matematikundervisningen i landets läroverk Euklides geometri från grekiskan och följde sina elevers öden genom livet "långt bortom horisonten, i med- och motgång". Hans son, Otto Areskoug, bedrev med växlande framgång företag i kultur- och nöjesbranschen och ägde fastigheter, grundade Metropol (1906) och förvärvade danssalongen Apollo och den klassiska varietébiografen Alhambra vid Triangeln i Malmö (1908-1973). Prästen och botanikern Carl Areskog, kyrkoherde i Glömminge församling på Öland, är mest känd för sin omtyckta skildring av öns kulturgeografiska historia - "En Bok om Öland" (1941). Areskogs väg i Glömminge är uppkallad efter honom. Släkten har haft tre framstående språkforskare: Hugo Areskoug, Lundakollega till Ernst Wigforss och lektor i Helsingborg, var respekterad för sina utförliga och omfångsrika studier av sydöstsvenska folkmål och Skånes språkhistoria. En annan lärd, Malte Areskoug, legendarisk läroverkslektor vid Hedbergska i Sundsvall, sökte språkets rötter i historien (och omvänt) i sin studie av Finn-namn, Jordanes och Kjellgrens poesi. Gertrud Areskog blev efter doktorsavhandling om Östra Smålands folkmål lektor och rektor vid högre allmänna läroverket för flickor på Södermalm i Stockholm och var drivande i utvecklingen av Sophiahemmets sjuksköterskeskola. Hennes begravning bevistades av Aina och Tage Erlander. Erik Areschoug donerade en stor samling av tenn- och glasföremål till Stockholms Stadsmuseum som dokumenterades 1974 i en tryckt utställningskatalog ("Skål, kopp och glas"). Holger Areschoug var tonsättare, organist och konsertpianist, och skolade som repetitör många av våra främsta operasångare (Birgit Nilsson, Hjördis Schymberg, m.fl), i denna roll en varmt uppskattad musikalisk mentor. Kaj Areskoug emigrerade efter examen vid Lunds universitet till USA där han efter doktorsexamen vid Columbia university blev professor och makroekonomisk bedömare, växelvis anlitad som akademisk föreläsare och utredare inom bankväsendet. Han donerade hela sin förmögenhet till grundandet av Center for Individual Rights, Washington D.C. (där styrelserummet bär hans namn), en filantropisk organisation ("NPO") till försvar för individens mänskliga rättigheter i USA. Nils-Holger Areskog gjorde som professor, dekanus och prorektor en bestående och prisbelönt insats inom akademia för reformeringen av den nya läkarutbildningen i Sverige. Efter ett år som gästprofessor vid Stanford University blev han drivande vid tillkomsten av den medicinska fakulteten vid Linköpings universitet där han särskilt utvecklade institutionen för klinisk fysiologi. Han förenade dessa plikter med en i lärda och andra sällskap vida omvittnad musikalisk talang.

### Ekonomiskt och politiskt inflytande
Under 1700-talet uppnådde vissa grenar av släkten ett betydande välstånd genom bland annat handel av spannmål som skeppades på segelfartyg från hamnarna på det bördiga Österlen till det behövande Stockholm. Dock förekom konkurs efter kapning av ett handelsskepp. En utblottad son kunde beredas anställning som godsbokhållare hos greve Piper på Krageholm och räddas från 1820-talets svält i huvudstaden. 1859 upprättades Areskougska fonden för uppförande av ett fattighus i Södra Wallösa. Bouppteckningen efter "possessionaten" Peter Julius Areschoughs änka förtecknade fast egendom till ett värde av 53.000 riksdaler riksmynt i 1865 års penningvärde, dock att fördelas på nio barn. På 1800-talet kompletteras merkantila sysslor med alltmer industriella ansatser. Släkten deltog i utvecklingen av regionens lokala näringsliv, så O.W. Areschough i bildandet av Albo härads bank 1875. Carolina Areschoug (1808-1838) var gift med Carl Jöran Kock, sedermera riksdagsman, grundare till Malmö Enskilda Bank och "Malmös rikaste man". Kapten Magnus Holger Areskoug (1904-1995) bedrev Areskougs Kemisk Tekniska Fabrik i Malmö. Det svenska sjukförsäkringssystemet växte fram under inflytande av Holger Erhard Areschoug i hans egenskap av utredare och högre tjänsteman i statsförvaltningen; han författade sju skrifter och böcker i ämnet (1923-1943) men efterlämnade även poesi, postumt utgiven som "Kom vårliga dagar och Dikter till Maybe". Överste Gunnar Areskoug var kanslichef för den omskrivna hemliga underrättelseverksamheten under det kalla krigets dagar. I nutida näringsliv har Peter Eric Areskog gjort sig känd som prisbelönt entreprenör. Faderns skrothandel, Trelleborgs Skrotaffär (grundad 1944), utvecklades av sonen till Areco Steel AB och till storföretaget Areco Group. År 2010 utsågs han till Entrepreneur of The Year i Skåne. Företaget Areco har utsetts till Gasellföretag av Dagens Industri. Bröderna Areskoug Byggnadsplåt AB i Malmö startades 1975 av Bo och Björn Areskoug (VD). Företaget förvärvades av Rafab 2012. Björn Areskoug har varit ledamot i Plåtslageriernas Riksförbunds förbundsstyrelse och Svenskt Näringslivs förberedande organ för småföretag (SME) och deltog där i en skattegrupp för underlättandet av svenskt småföretagande. Bröderna Anders, Claes och Magnus Areskoug leder Areskougs Fastighetsförvaltning i Kristianstad.

### Släktföreningen
Arreskows släktförening grundades 1962 och organiserar släktmöten sedan 1963, sedan Heribert och Are Areschoug genomfört banbrytande forskning som ledde till upprättandet av en Ättartavla med väsentliga uppdateringar av släktartikeln publicerad i Svenska Ättartal 1894. Den för register över ättlingar till anfadern och främjar forskning om släktens kulturella identitet och bemärkta personer i släkten. Johan Areskough (3:e grenen) tillträdde som ordförande vid släktmötet 2005. Släktens huvudman är civilingenjör Magnus Areskoug, Danderyd. Vid släktmötet 2019 valdes Birgitta Areskoug, Skövde till ordförande.

### Personer ur Arreskowsläkten
- Holger Mogenzøn Arreskow (1634–1687), kyrkoherde i Simrishamn
- Magnus Holgersson Areschoug (1733–1798), instiftare av Areskougska fideikommisset, rådman och köpman i Simrishamn
- Magnus Ulric Areskoug (1791-1859), vice kronofogde, kronolänsman och fideikommissarie
- John Erhard Areschoug (1811–1887), professor i botanik och ekonomi vid Uppsala universitet
- Hjalmar Alexander Areschoug (1828–1909), läns- och regementsveterinär, kapten
- Fredrik Areschoug (1830–1908), professor i botanik vid Lunds universitet
- Magnus Edvard Areskoug (1813–1891), fil. dr, prästvigd lektor vid Malmö allmänna läroverk för gossar, översättare av Euklides
- Johan Anders Areskoug (1830-1901), Häradshövding i V. Göinge Härad
- John Magnus Areskoug (1874-1962), sjukgymnast enligt "Kellgrens Manuella Metod"
- Magnus Holger Areskoug (1825-1904), fideikommissarie, fabrikör och politiker
- Carl Gustaf Areskoug (1831-1894), ägare och grundare till Ystads ättiksfabrik, direktör i Ystads sparbank, morfar till Inga Tidblad
- Alma Areschoug (Gauffin) (1839–1923), skapare av Forneboda kulturminne, social och kulturell välgörare, känd som "Fornebodafrun"
- Carl Areskog (1867–1941), präst, botaniker och författare, Glömminge församling, Öland (känd för "En bok om Öland")
- Hugo Areskoug (1902–1979), fil. dr, dialektolog, lektor vid högre allmänna läroverket för gossar i Helsingborg
- Gertrud Areskog (1902–1960), fil. dr, författare, rektor Södra flickläroverket Stockholm, styrelseledamot Sophiahemmets sjuksköterskeskola
- P J Gunnar Holger Areskoug (1909–1975), överste, siste fideikommissarien, chef för militär underrättelseverksamhet ("Motståndsrörelsen")
- Carl Areskoug (1918–2005), överste vid Gotlands artilleriregemente[71]
- Stig Arvid Kellgren Areskoug (1920–2008), överste, förste byråchef vid Försvarets materielverk
- Nils-Holger Areskog (1929–2010), professor i klinisk fysiologi, läkare, prorektor vid Linköpings universitet
- Kaj Areskoug (1933–1998), professor i ekonomi, New York, donator till Center for Individual Rights, Washington D.C.
- Johan Kell Kellgren Areskoug (1906–1996), elitidrottare friidrott och gymnastikdirektör
- Holger Erik Areschoug (1920–2007), pianist och tonsättare
- Nils-Göran Areskoug (1951), bitr. professor i tvärvetenskap, läkare, docent i musikvetenskap, pianist och tonsättare
- Peter Eric Areskog (1958), företagare, Areco Group
- Richard Areschoug (1961–2016), översättare, fackgranskare och skriftställare, författare av böcker i marin och militär historia
- Katarina Areskoug (1964), senior legal counsel Tele2 (publ)
- Katarina Areskoug Mascarenhas (1965), statssekreterare hos Fredrik Reinfeldt med ansvar för EU- och utrikesfrågor, chef för Europeiska kommissionens representation i Sverige

### Hedersbetygelser och utmärkelser
Personer ur Arreskowsläkten har sedan 1700-talet tilldelats utmärkelser, däribland Vasaorden (RVO), Nordstierneorden (RNO) och andra kungliga hedersbetygelser, och sedan 1800-talet varit ledamöter i flera kungliga akademier, däribland Kungliga Vetenskapsakademien (KVA).
- Professor Johan Erhard Areschoug (1811-1887) var ledamot och sedermera preses i Kungliga Vetenskapsakademien (KVA) som 1899 präglade hans minnesmynt; ledamot i Kongl. Vetenskaps- och Vitterhets Samhället i Göteborg.
- Fideikommissarien, fabrikören och handlanden Magnus Holger Areschoug (1825-1904), gift med Sophie Maria Schwabe i Ystad, erhöll RVO (okänt år).
- Regementsveterinären vid Kungl. Hovstallet Hjalmar Areschoug (1828-1909) tilldelades 1872 Vasaorden (RVO) och skall ha innehaft flera utmärkelser.
- Häradshövdingen i Västra Göinge Johan Anders Areskoug (1830-1901) erhöll RNO (årtal okänt).
- Professor Fredrik (FWC) Areschoug (1830-1908) var ledamot av Kungliga Vetenskapsakademien (KVA) och erhöll äldre Linnémedaljen i guld 1904 (som utdelas av KVA).
- Lantmätaren Nils O:son Areskogh (1878-1952), Äppelviken, gift med grevinnan Clary Hamilton (1916), blev 1929 Riddare av Vasaorden (RVO).
- 1:e byråsekreterare Jur. kand Holger Erhard Areschoug (1880-1967), gift med Gerda Margareta von Brömssen (1919), förlänades RVO 1936.
- Överste P.J. Gunnar Holger Areskoug (1909-1975) blev Riddare av Svärdsorden, första klassen (RSO) 1950, och erhöll Konung Gustaf V:s jubileumsminnestecken (GV:sJmtII).
- Tandläkare och tandvårdsinspektör Nils Otto Areskog (1898-1971) förlänades RVO (årtal okänt).
- Läroverksadjunkt fil. mag. Malte Edvard Vilhelm Areskoug (1898-1978) blev RVO 1954.
- Universitetslektor fil. dr. Hugo Areskoug (1902-1979), Helsingborg och Lund, erhöll RNO 1957.
- Försäkringskassedirektör Sten Lave Magnus Areschoug (1912-1992), Malmö, erhöll RNO 1969.
- Överste 1:a graden byråchef i Försvarets Materialverk Stig Arvid Kellgren Areskoug (1920-2008) blev Kommendör av Svärdsorden (KSO) 1971.
- Överste Carl Arcadius Holger Areskoug (1918-2005) blev Kommendör av Svärdsorden (KSO) 1974.
- Professor Nils-Holger Areskog (1929-2010) förlänades RNO 1974, H.M. Konungens medalj i 8:e storleken i serafimerordens band 1991 och Hälsouniversitetets förtjänstmedalj av Linköpings universitet 1995.

- Hedersledamöter i Arreskows släktförening finns förtecknade.[75]

### Släktskap, frändskap och ingifte med kända släkter
- 1500-tal och äldre (ättens danska förhistoria): Brahe (danska grenen), Rosenkrantz, Høeg (Høg), Urne[76] och Hvide
- 1600-tal (Arreskowsläktens etablering i Skånelanden): Bagge, Castensdotter (Richardt)
- 1700-tal (Österlen, särskilt Simrishamn och Ystad): Sture (Natt och Dag) danska grenen, Paradis, Güllich, Lorentz, Ovenius, Krumlinde, Sinius, Böös, Båth, Hagerman, Praetorius, Hammerich, Gram
- 1800-tal (utbredning norrut mot Stockholm och Göteborg): Tegnér, Retzius, Fallén, Gauffin, Berg (Bergdala, Kivik), Schwabe, Greiffe, Sontag, Stahre, Agrell, Camp, Åman, Sahlin, Asp, Löfberg, Welin, Gram, Tisell, von Voss, Rönn, Schönbeck
- 1900-tal (vittförgrenad svensk släkt): Bielke, von Brömssen, Schmiterlöw, Hammarhjelm, Kock, Ståhl, Sundewall, Redin, Hammarstedt, Quennerstedt, Cederroth, Pihl, Falk, Sönnichsen, Ewaldz, Thorin, Kellgren, Lindström (Särö)
- 2000-tal (släkten utbredd i Norden): Kuylenstierna, Palmstierna, Vading